# Jošt Zakrajšek
Jošt Zakrajšek, slovenski kajakaš na mirnih vodah in kanuist na divjih vodah, * 26. junij 1983, Kranj.

## Življenjepis
Jošt Zakrajšek se je rodil 26. 6. 1983 v Kranju. Vrtec in osnovno šolo je obiskoval v Trzinu, kjer živi še sedaj. S šolanjem je nadaljeval na Gimnaziji Ljubljana Šiška (športni oddelek). Po končani srednji šoli se je  po enoletnem študijskem premoru vpisal na Fakulteto za šport.
Sprva treniral košarko (od 3. razreda OŠ do 8. razreda OŠ) v košarkarskem klubu Helios Domžale. V 5. razredu je osvojili naslov občinskih prvakov (Domžalska regija z okolico) z OŠ Trzin. Leta 1995 se je vpisal v Kajak kanu klub Tacen, kjer je prvič prijel za kajakaško veslo. Sprva je nabiral izkušnje v kajaku pod vodstvom trenerke Žive Cankar. Po dobrem letu in pol je zamenjal kajak za kanu. Prva tri leta je še usklajeval košarko in kajak/kanu, nato pa se je  posvetil treningu kanuja na divjih vodah (spusta in slaloma). V tem času je osvojil številne medalje tako na državnem kot na svetovnem nivoju.
Po koncu sezone 2009 je presedlal v kajak na mirnih vodah. Ker izkušenj iz kanuja na divjih vodah ni želel kar čez noč zanemariti, je sezono 2010 tako uspešno kombiniral. V tem letu je osvojil 3. mesto na svetovnem prvenstvu v spustu na divjih vodah. V mirnih vodah pa se je že uvrstil v slovensko reprezentanco in tako tekom sezone nabiral izkušnje na največjih tekmovanjih v sprintu. Po tekmovalni sezoni 2010 se je popolnoma posvetil kajaku na mirnih vodah.

## Rezultati
2022
3. mesto, svetovni pokal v kajak sprintu na mirnih vodah, K1 m - 5000m, Račice (CZE), 2022
2. mesto, svetovni pokal v kajak sprintu na mirnih vodah, K1 m - 5000m, Poznan (POL), 2022

2017
3. mesto, svetovni pokal v kajak sprintu na mirnih vodah, K1 m - 1000m, Montemor - O-Velho, 2017

### Sezona 2012 - kajak na mirnih vodah
```
Državno prvenstvo, Ptuj, 1000 m, 1. mesto 
Državno prvenstvo, Ptuj, 500m, 1. mesto
Evropsko prvenstvo, Zagreb (CRO), 1000m, 6. mesto
Evropsko prvenstvo, Zagreb (CRO), 5000m, 6. mesto
Državno prvenstvo, maraton, Bohinj, 1. mesto
Svetovni pokal 3, Moskva (RUS), 5000m - 2. mesto
Svetovni pokal 3, Moskva (RUS), 1000m - 4. mesto
Svetovni pokal 3, Moskva (RUS), 500m - 3. mesto
Svetovni pokal 2, Duisburg (GER), 1000m - 8. mesto
Svetovni pokal 2, Duisburg (GER), 500m - 19.mesto
Svetovni pokal 1, Poznan (POL), 5000m - 5. mesto
Svetovni pokal 1, Poznan(POL), 1000m - 14. mesto
Svetovni pokal 1, Poznan(POL), 500m - 20. mesto
Državno prvenstvo, 5000m, Most na Soči - 1. mesto
```

### Sezona 2011 - kajak na mirnih vodah
Svetovno prvenstvo, 5000m, Szeged (HUN) - 15. mesto;
Svetovno prvenstvo, 500m, Szeged (HUN) - 19. mesto;
Državno prvenstvo, 1000m, Ptuj - 1. mesto;
Evropsko prvenstvo, 5000m, Beograd (SER) - 10. mesto;
Evropsko prvenstvo, 500m, Beograd (SER) - 16. mesto;
Svetovni pokal 3, 1000m , Duisburg (GER) - 17. mesto;
Svetovni pokal 3, 500m, Duisburg (GER) - 17. mesto;
Svetovni pokal 2, 5000m, Račice (CZE) - 18. mesto;
Svetovni pokal 2, 500m, Račice (CZE) - 24. mesto;
Svetovni pokal 2, 1000m, Račice (CZE) - 19. mesto;
Evropsko prvenstvo, spust k1 (d.v.) moštva, Kraljevo (SER) - 5. mesto;
Svetovni pokal 1, 5000m, Poznan (POL) - 9. mesto;
Državno prvenstvo, spust k1 (d.v.), Dolinka, 1. mesto;

### Pomembnejši rezultati prejšnjih sezon:

#### 2010 - kajak na mirnih vodah & kanu na divjih vodah
Svetovno prvenstvo, spust - klasika, Sort (SPA) - 3. mesto;
Državno prvenstvo, spust-klasika, Dolinka - 1. mesto;
Državno prvenstvo, sprint - 1000m, Ptuj - 2. mesto;
Študentsko svetovno prvenstvo, sprint - 1000m, Poznan (POL) - 8. mesto;
Svetovno prvenstvo, sprint - 5000m, Poznan (POL) - 13. mesto;
Evropsko prvenstvo, sprint- 5000m, Trasona (SPA) - 13. mesto;
Evropsko prvenstvo, sprint - 500m, Trasona (SPA) - 15. mesto;
Svetovni pokal, sprint - 5000m, Szeged (HUN) - 9. mesto;
Svetovni pokal, sprint - 1000m, Szeged (HUN) - 15. mesto;
Svetovni pokal, sprint - 1000m, Vichy (FRA) - 17. mesto;

#### 2009 - kanu na divjih vodah
Svetovni pokal skupno - 1. mesto;
Svetovni pokal 6, sprint, Tasmanija (AUS), Cataract Gorge - 1. mesto;
Svetovni pokal 5, spust, Tasmanija (AUS), Ouse r. - 1. mesto;
Svetovni poklal 4, sprint, Tasmanija (AUS), Brady's r. - 1. mesto;
Svetovni pokal 3, spust, Tasmanija (AUS), Mersey r. - 2. mesto;
Svetovni pokal 2, sprint, Tasmanija (AUS), Mersey r. - 2. mesto;
Svetovni pokal 1, spust, Tasmanija (AUS) Mersey r. - 4. mesto;
Svetovno prvenstvo, kajak maraton, POR, - 22. mesto;
Državno prvenstvo, slalom, Tacen - 3. mesto;
Državno prvenstvo, slalom - mostva, Tacen - 1. mesto;
Državno prvenstvo, m. v., maraton, Bohinj - 1. mesto;
Evropsko prvenstvo, Valtellina, sprint - 9. mesto;
Evropsko prvenstvo, Valtellina, spust - 3. mesto;
Državno prvenstvo, Kobarid, sprint - 1. mesto;
Državno prvenstvo, Kobarid, spust - 1. mesto;

#### 2008
Svetovno prvenstvo v sprintu Ivrea - 2.mesto;
Svetovno prvenstvo v spustu Ivrea - 9. mesto;
Svetovni pokal Tacen - polfinale/finale - 8. mesto;
Državno prvenstvo, slalom -1. mesto;
Državno prvenstvo, spust - 1. mesto;
Državno prvenstvo, sprint - 1. mesto;

#### 2007
Augsburg - svetovni pokal, slalom - 7. mesto;
Tacen-Slovenian open, slalom, 1. mesto;
Peking (CHI), generalka za OI 2008, slalom, 8. mesto;
Solkan, DP, slalom- moštva - 1. mesto ;
Solkan, DP, spust - 1. mesto;
Solkan, DP, sprint - 1. mesto; 

#### 2006
Državno prvenstvo, slalom - 1. mesto;
Državno prvenstvo, slalom- moštva - 1. mesto; 
Državno prvenstvo, spust - 1. mesto;
Državno prvenstvo, sprint - 1. mesto; 
Evropsko prvenstvo (člani do 23let), slalom- moštva - 2. mesto;

#### 2004
Evropsko prvenstvo, Skopje (MAC) , moštvo, slalom - 3. mesto;

#### 2002
Svetovno prvenstvo, Val Sesia (ITA), moštvo – spust - 3. mesto;

#### 2001
Evropsko prvenstvo (mladinsko), spust - 1. mesto;

#### 1999
Evropsko prvenstvo (mladinsko), spust, moštva - 3. mesto;